# Congrès international des mathématiciens de 2002
 (septembre 2021).
Si vous disposez d'ouvrages ou d'articles de référence ou si vous connaissez des sites web de qualité traitant du thème abordé ici, merci de compléter l'article en donnant les références utiles à sa vérifiabilité et en les liant à la section « Notes et références ».
Le Congrès international des mathématiciens 2002 (en abrégé ICM 2002) a été le vingt-cinquième Congrès International des Mathématiciens qui s'est tenu à Pekin du 22 août au 30 août du 2002.